# Miss Possessive Tour
Tournées par Tate McRae
Think Later World Tour
(2024)
Miss Possessive Tour est la deuxième tournée internationale solo de la chanteuse canadienne Tate McRae, promouvant son troisième album studio So Close to What.

## Présentation
Le 14 novembre 2024, Tate McRae a annoncé la date de sortie et le titre de son troisième album studio à venir, So Close to What (2025). Le promoteur Live Nation a annoncé la tournée Miss Possessive pour soutenir l'album, comprenant 50 concerts à travers l'Europe et l'Amérique du Nord. Benee a été annoncée comme première partie des concerts européens, tandis que Zara Larsson assurera les premières parties des concerts en Amérique du Nord. Le 19 novembre 2024, des concerts secondaires à Vancouver, Toronto, Boston, New York, Orlando et Inglewood ont été ajoutés en raison de la demande. Deux jours plus tard, un deuxième concert à Dublin, en Irlande, a été annoncé. Le 19 février 2025, vingt concerts supplémentaires à travers le Royaume-Uni et les États-Unis, ainsi qu'Alessi Rose comme première partie des concerts nord-américains. Des concerts supplémentaires à Seattle, Washington D.C et Phoenix, en Arizona, ont été ajoutés.

## Setlist
Cette setlist correspond à celle utilisée lors du premier concert de la tournée à Lisbonne au (Portugal) le 7 mai 2025.
ACT I
1. Miss possessive
2. No I’m not in love
3. 2 hands
4. guilty conscience

ACT II
1. Purple lace bra
2. Like I do
3. uh oh
4. Dear god
5. Siren sounds

ACT III
1. Greenlight
2. Nostalgia
3. that way / chaotic / One day
4. you broke me first
5. run for the hills

ACT IV
1. exes
2. bloodonmyhands
3. she’s all I wanna be
4. Revolving door
5. It’s ok I’m ok

ENCORE
1. Sports Car
2. greedy

## Dates
| Date              | Ville                   | Pays               | Lieu                        | Première partie | Affluence | Revenu brut |
| ----------------- | ----------------------- | ------------------ | --------------------------- | --------------- | --------- | ----------- |
| EUROPE            |                         |                    |                             |                 |           |             |
| 7 mai 2025        | Lisbonne                | Portugal           | MEO Arena                   | Benee           | -         | -           |
| 9 mai 2025        | Madrid                  | Espagne            | Palacio Vistalegre          | Benee           | -         | -           |
| 13 mai 2025       | Stuttgart               | Allemagne          | Hanns-Martin-Schleyer-Halle | Benee           | -         | -           |
| 14 mai 2025       | Anvers                  | Belgique           | Sportpaleis                 | Benee           | -         | -           |
| 16 mai 2025       | Dublin                  | Irlande            | 3Arena                      | Benee           | -         | -           |
| 17 mai 2025       | Dublin                  | Irlande            | 3Arena                      | Benee           | -         | -           |
| 19 mai 2025       | Birmingham              | Royaume-Uni        | Utilita Arena Birmingham    | Benee           | -         | -           |
| 20 mai 2025       | Londres                 | Royaume-Uni        | O2 Arena                    | Benee           | -         | -           |
| 23 mai 2025       | Glasgow                 | Écosse             | OVO Hydro                   | Benee           | -         | -           |
| 24 mai 2025       | Manchester              | Royaume-Uni        | Co-Op Live                  | Benee           | -         | -           |
| 27 mai 2025       | Paris                   | France             | Accor Arena                 | Benee           | -         | -           |
| 28 mai 2025       | Amsterdam               | Pays-Bas           | Ziggo Dome                  | Benee           | -         | -           |
| 30 mai 2025       | Copenhague              | Danemark           | Royal Arena                 | Benee           | -         | -           |
| 1er juin 2025     | Stockholm               | Suède              | Avicii Arena                | Benee           | -         | -           |
| 3 juin 2025       | Hambourg                | Allemagne          | Barclays Arena              | Benee           | -         | -           |
| 4 juin 2025       | Berlin                  | Allemagne          | Uber Arena                  | Benee           | -         | -           |
| 6 juin 2025       | Łódź                    | Pologne            | Atlas Arena                 | Benee           | -         | -           |
| 8 juin 2025       | Vienne                  | Autriche           | Wiener Stadthalle           | Benee           | -         | -           |
| 10 juin 2025      | Prague                  | République tchèque | O2 Arena                    | Benee           | -         | -           |
| 11 juin 2025      | Munich                  | Allemagne          | Olympiahalle                | Benee           | -         | -           |
| 13 juin 2025      | Bologne                 | Italie             | Unipol Arena                | Benee           | -         | -           |
| 16 juin 2025      | Cologne                 | Allemagne          | Lanxess Arena               | Benee           | -         | -           |
| 18 juin 2025      | Zurich                  | Suisse             | Hallenstadion               | Benee           | -         | -           |
| 20 juin 2025      | Landgraaf               | Pays-Bas           | Pinkpop                     | -               | -         | -           |
| 22 juin 2025      | Nottingham              | Royaume-Uni        | Motorpoint Arena            | Benee           | -         | -           |
| 24 juin 2025      | Londres                 | Royaume-Uni        | O2 Arena                    | Benee           | -         | -           |
| 25 juin 2025      | Manchester              | Royaume-Uni        | Co-op Live                  | Benee           | -         | -           |
| AMÉRIQUE DU NORD  |                         |                    |                             |                 |           |             |
| 4 août 2025       | Vancouver               | Canada             | Rogers Arena                | Zara Larsson    | -         | -           |
| 5 août 2025       | Vancouver               | Canada             | Rogers Arena                | Zara Larsson    | -         | -           |
| 7 août 2025       | Edmonton                | Canada             | Rogers Place                | Zara Larsson    | -         | -           |
| 9 août 2025       | Winnipeg                | Canada             | Canada Life Centre          | Zara Larsson    | -         | -           |
| 13 août 2025      | Saint-Paul              | États-Unis         | Xcel Energy Center          | Zara Larsson    | -         | -           |
| 15 août 2025      | Chicago                 | États-Unis         | United Center               | Zara Larsson    | -         | -           |
| 16 août 2025      | Detroit                 | États-Unis         | Little Caesars Arena        | Zara Larsson    | -         | -           |
| 19 août 2025      | Toronto                 | Canada             | Scotiabank Arena            | Zara Larsson    | -         | -           |
| 20 août 2025      | Toronto                 | Canada             | Scotiabank Arena            | Zara Larsson    | -         | -           |
| 22 août 2025      | Ottawa                  | Canada             | Canadian Tire Centre        | Zara Larsson    | -         | -           |
| 24 août 2025      | Montréal                | Canada             | Centre Bell                 | Zara Larsson    | -         | -           |
| 26 août 2025      | Boston                  | États-Unis         | TD Garden                   | Zara Larsson    | -         | -           |
| 27 août 2025      | Boston                  | États-Unis         | TD Garden                   | Zara Larsson    | -         | -           |
| 29 août 2025      | Cleveland               | États-Unis         | Rocket Arena                | Zara Larsson    |           | -           |
| 31 août 2025      | Baltimore               | États-Unis         | CFG Bank Arena              | Zara Larsson    | -         | -           |
| 3 septembre 2025  | New York                | États-Unis         | Madison Square Garden       | Zara Larsson    | -         | -           |
| 4 septembre 2025  | New York                | États-Unis         | Madison Square Garden       | Zara Larsson    | -         | -           |
| 6 septembre 2025  | Philadelphie            | États-Unis         | Wells Fargo Center          | Zara Larsson    | -         | -           |
| 9 septembre 2025  | Atlanta                 | États-Unis         | State Farm Arena            | Zara Larsson    | -         | -           |
| 11 septembre 2025 | Nashville               | États-Unis         | Bridgestone Arena           | Zara Larsson    | -         | -           |
| 13 septembre 2025 | Orlando                 | États-Unis         | Kia Center                  | Zara Larsson    | -         | -           |
| 14 septembre 2025 | Orlando                 | États-Unis         | Kia Center                  | Zara Larsson    | -         | -           |
| 16 septembre 2025 | Austin                  | États-Unis         | Moody Center                | Zara Larsson    | -         | -           |
| 18 septembre 2025 | Dallas                  | États-Unis         | American Airlines Center    | Zara Larsson    | -         | -           |
| 20 septembre 2025 | Denver                  | États-Unis         | Ball Arena                  | Zara Larsson    | -         | -           |
| 24 septembre 2025 | San Francisco           | États-Unis         | Chase Center                | Zara Larsson    | -         | -           |
| 26 septembre 2025 | Inglewood               | États-Unis         | Kia Forum                   | Zara Larsson    | -         | -           |
| 27 septembre 2025 | Inglewood               | États-Unis         | Kia Forum                   | Zara Larsson    | -         | -           |
| 2 octobre 2025    | Seattle                 | États-Unis         | Climate Pledge Arena        | Alessi Rose     | -         | -           |
| 3 octobre 2025    | Seattle                 | États-Unis         | Climate Pledge Arena        | Alessi Rose     | -         | -           |
| 5 octobre 2025    | Sacramento              | États-Unis         | Golden 1 Center             | Alessi Rose     | -         | -           |
| 7 octobre 2025    | Salt Lake City          | États-Unis         | Delta Center                | Alessi Rose     | -         | -           |
| 9 octobre 2025    | Omaha                   | États-Unis         | CHI Health Center Omaha     | Alessi Rose     | -         | -           |
| 11 octobre 2025   | Saint Louis             | États-Unis         | Enterprise Center           | Alessi Rose     | -         | -           |
| 13 octobre 2025   | Detroit                 | États-Unis         | Little Caesars Arena        | Alessi Rose     | -         | -           |
| 15 octobre 2025   | Pittsburgh              | États-Unis         | PPG Paints Arena            | Alessi Rose     | -         | -           |
| 17 octobre 2025   | Boston                  | États-Unis         | TD Garden                   | Alessi Rose     | -         | -           |
| 18 octobre 2025   | New York                | États-Unis         | Madison Square Garden       | Alessi Rose     | -         | -           |
| 21 octobre 2025   | Chicago                 | États-Unis         | United Center               | Alessi Rose     | -         | -           |
| 22 octobre 2025   | Grand Rapids (Michigan) | États-Unis         | Van Andel Arena             | Alessi Rose     | -         | -           |
| 24 octobre 2025   | Charlotte               | États-Unis         | Spectrum Center             | Alessi Rose     | -         | -           |
| 25 octobre 2025   | Raleigh                 | États-Unis         | Lenovo Center               | Alessi Rose     | -         | -           |
| 28 octobre 2025   | Kansas City             | États-Unis         | T-Mobile Center             | Alessi Rose     | -         | -           |
| 29 octobre 2025   | Tulsa                   | États-Unis         | BOK Center                  | Alessi Rose     | -         | -           |
| 31 octobre 2025   | Austin                  | États-Unis         | Moody Center                | Alessi Rose     | -         | -           |
| 1er novembre 2025 | Houston                 | États-Unis         | Toyota Center               | Alessi Rose     | -         | -           |
| 4 novembre 2025   | Phoenix                 | États-Unis         | PHX Arena                   | Alessi Rose     | -         | -           |
| 5 novembre 2025   | Phoenix                 | États-Unis         | PHX Arena                   | Alessi Rose     | -         | -           |
| 7 novembre 2025   | Thousand Palms          | États-Unis         | Acrisure Arena              | Alessi Rose     | -         | -           |
| 8 novembre 2025   | Inglewood               | États-Unis         | Kia Forum                   | Alessi Rose     | -         | -           |
| TOTAL             | TOTAL                   | TOTAL              | TOTAL                       | -               | -         | -           |
| CUMULATIF TOTAL   | CUMULATIF TOTAL         | CUMULATIF TOTAL    | CUMULATIF TOTAL             | -               | -         | -           |